# ماریانا ویتوریا د براگانسا
اینفنتا ماریا آنا ویتوریای پرتغال (انگلیسی: Infanta Maria Ana Vitória of Portugal) همسر اینفانت گابریل اسپانیا بود.